# Libertarismo

La bandera de Gadsden, originalmente utilizada por los patriotas (el bando separatista republicano) en la Revolución americana, actualmente es utilizada por libertarios en todo el mundo. La serpiente con el lema Don't Tread on Me (lit. 'No pases sobre mí') hace alusión a que el gobierno no debería pasar por encima de los ciudadanos con impuestos y regulaciones excesivas. El color amarillo también se ha convertido en un icono libertario, siendo utilizado en logotipos de fundaciones, medios de comunicación y campañas políticas; se asocia con el oro o la moneda que circula en las plazas de mercado y el ideal de los mercados libres.

El libertarismo  (del inglés: libertarianism, este a su vez del latín: libertas, 'libertad') es una filosofía política y legal que promueve una sociedad que garantice la libertad del individuo, los derechos de propiedad privada y la asignación de los recursos a través de la economía de mercado. El libertarismo considera la propiedad y los mercados libres como las bases más sólidas para garantizar la libertad individual. Los libertarios son escépticos a la idea de que la sociedad obtiene más beneficios que perjuicios del Estado (al que identifican con la burocracia y el poder político) y frecuentemente proponen el gobierno limitado —un gobierno que permita todo acuerdo voluntario y que emplee la fuerza sólo para la protección de las libertades individuales.
En ciencias políticas el pensamiento libertario es visto como una iteración del siglo XX del liberalismo manchesteriano de Inglaterra de mediados del siglo XIX.
Los pensadores libertarios, que aparecen principalmente en los Estados Unidos de mediados del siglo XX, retomaron el camino intelectual del «manchesterismo» europeo del siglo XIX —este último se caracterizó por colocar en el centro de su reflexión política y activismo a las ideas laissez faire o de libre mercado presentes en las tradiciones intelectuales del liberalismo clásico y del movimiento ilustrado.
Si bien los libertarios comparten ideas afines —como la defensa del derecho de propiedad, la libre asociación, la desregulación del comercio interno y externo, la eliminación o la reducción de impuestos y regulaciones, la privatización de gran parte de los servicios estatales, el desmantelamiento del Estado benefactor, el rechazo a la intervención del Estado en los acuerdos privados, y la oposición a la guerra ofensiva, el militarismo y el nacionalismo— tienen diferencias de pensamiento sobre el alcance de sus propuestas. Uno de los debates más conocidos, aunque no el único, trata sobre el grado de antiestatismo a aplicar.

## Filosofía política
El edificio teórico del libertarismo está construido originalmente y principalmente sobre los pilares de las filosofías sociales del utilitarismo de los liberales radicales y el cosmopolitismo (consistente en librecambismo y antiimperialismo) de los liberales manchesterianos del siglo XIX. En el origen del movimiento libertario moderno en la mitad del siglo XX los pensadores libertarios no buscaron generar nuevos fundamentos de filosofía social sino ser continuadores filosóficos de los radicales y manchesterianos bajo un nuevo nombre. Sin embargo rápidamente empezaron a surgir propuestas revisionistas para proponer otros fundamentos de filosofía moral o nuevas síntesis con filosofías políticas sin conexión histórica directa con el liberalismo de libre mercado. Esta creciente diversidad llevó a algunos libertarios a proponer algunas señas de identidad común que a continuación se exponen; mientras otros libertarios prefieren continuar la perspectiva original utilitarista y cosmopolita.

### Principio de no agresión

V de voluntario, un símbolo libertario de los acuerdos voluntarios.

El principio de no agresión (NAP —non-aggression principle— por sus siglas en inglés, PNA en español) a menudo se describe como el fundamento de las filosofías libertarias de la ley. Para algunos libertarios este es el fundamento de esta filosofía política, aunque otros libertarios consideran que es una consecuencia de principios filosóficos anteriores. Es una postura moral que prohíbe las acciones que son inconsistentes con los derechos de propiedad. El principio, sistematizado por el economista y filósofo político Murray Rothbard, define «agresión» y la «iniciación de fuerza» como violación de estos derechos. El PNA y los derechos de propiedad están estrechamente vinculados, ya que lo que constituye agresión depende de lo que los libertarios consideran la propiedad de uno.
Los libertarios definen «coacción» como el uso de fuerza física, la amenaza de usarla o el fraude, que altere o pretenda alterar el modo en el que un individuo vaya a usar su cuerpo o propiedad. Una forma de ver esto, y que seguramente es aceptada por la mayoría de los libertarios, es que dado que los más fuertes son quienes tienen mayor poder de influencia sobre los gobiernos para obtener de éstos acciones que les beneficien, el principio de no agresión es en realidad una garantía de los individuos (débiles frente al poder del Estado) de que la fuerza no va a ser utilizada contra ellos en beneficio de los intereses de los más poderosos e influyentes. El principio se ha utilizado para oponerse a políticas como las leyes de delitos sin víctimas, los impuestos o el servicio militar obligatorio.

### Derechos de propiedad

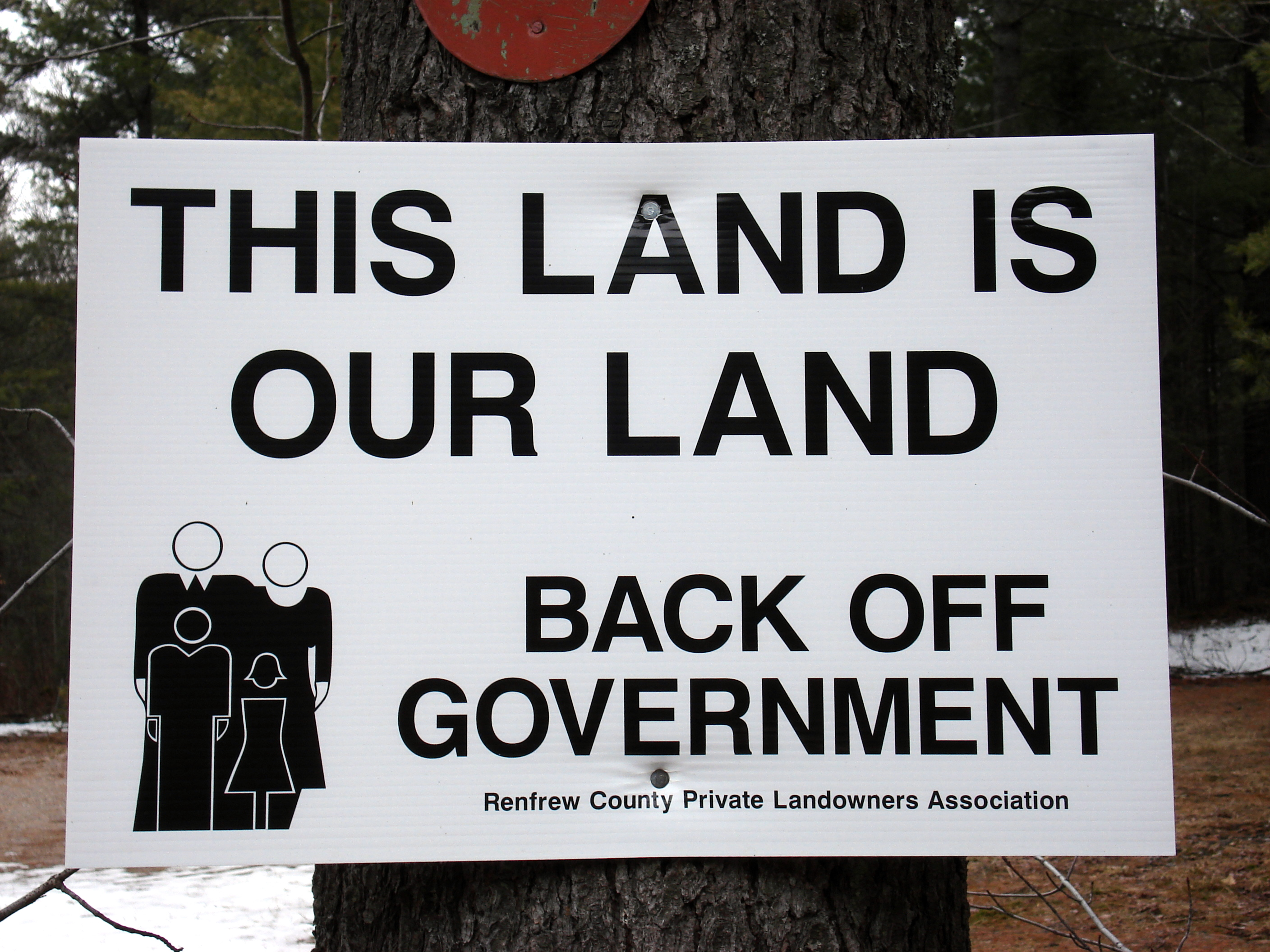
«Esta tierra es nuestra tierra. Retrocede, gobierno». Los libertarios consideran a los derechos de propiedad como garantías jurídicas de los individuos frente a la fuerza de los gobiernos.

El libertarismo es partidario de la propiedad privada. Los libertarios sostienen que los recursos naturales que no son propiedad de nadie «pueden ser apropiados por la primera persona que los descubre, mezcla su trabajo con ellos o simplemente los reclama, sin el consentimiento de otros y con poco o ningún pago». Los libertarios creen que los recursos naturales originalmente no son propiedad de nadie y, por lo tanto, las partes privadas pueden apropiarse de ellos a voluntad sin el consentimiento de otros. A esto se le llama teoría de la propiedad-trabajo. Esto significa que los libertarios doctrinalmente hacen una diferenciación marcada entre propiedad meramente poseída cuya legitimidad podría ser discutible y propiedad legítimamente adquirida la cual debería ser soberana. Esto porque el libertario no «defiende la propiedad» por sí misma sino el derecho de propiedad que respete el principio de no agresión, que en ciertos casos llevaría a colocar el derecho legítimo a la propiedad por encima de las consideraciones «estatales» sobre los títulos de propiedad.
Los libertarios sostienen que las sociedades en las que se aplican los derechos de propiedad privada son las únicas que son éticas y conducen a los mejores resultados posibles. En general, apoyan el libre mercado y no se oponen a la concentración de poder económico, siempre que se produzca por medios no coercitivos, en general consideran más relevante que la institución del derecho a la propiedad garantice la autonomía de los individuos frente a la posibilidad de agresión de otros sin darle importancia al nivel socioeconómico que tengan estos individuos.

### Teorías del Estado
Existe un debate entre los libertarios sobre si el Estado es necesario o no: mientras que los anarcocapitalistas abogan por su abolición, los minarquistas apoyan los Estados mínimos, a los que a menudo se hace referencia como Estados vigilantes nocturnos. Los minarquistas sostienen que el Estado es útil para proteger a las personas contra la agresión, el robo, el incumplimiento de contratos y el fraude. Creen que las únicas instituciones gubernamentales imprescindibles son el ejército, la policía y los tribunales, aunque algunos amplían esta lista para incluir departamentos de bomberos, prisiones y los poderes ejecutivo y legislativo. Justifican el Estado basándose en que es la consecuencia lógica de adherirse al principio de no agresión porque es necesario para la aplicación de las leyes mientras bajo el anarquismo esta aplicación estaría abierta a la competencia. Otra justificación común es que las agencias de defensa privadas y las firmas judiciales tenderían a representar los intereses de quienes les pagan lo suficiente.
Los anarcocapitalistas argumentan que el Estado viola el principio de no agresión por su naturaleza porque los Estados usan la fuerza contra aquellos que no han robado o vandalizado la propiedad privada, asaltado a alguien o cometido fraude. Muchos también argumentan que los monopolios tienden a ser corruptos e ineficientes y que las agencias privadas de defensa y judiciales deberían tener una buena reputación para mantenerse en el negocio. Linda y Morris Tannehill argumentan que no puede surgir un monopolio coercitivo de la fuerza en un mercado verdaderamente libre y que la ciudadanía en un Estado no puede desertarlos en favor de una agencia de defensa y protección competente.
El filósofo libertario Moshe Kroy sostiene que el desacuerdo entre los anarcocapitalistas que se adhieren a la visión de Murray Rothbard sobre la conciencia humana y la naturaleza de los valores y los minarquistas que se adhieren a la visión de Ayn Rand sobre la conciencia humana y la naturaleza de los valores sobre si el Estado es o no es moral no se debe a un desacuerdo sobre la interpretación correcta de una postura ética mutua. Argumenta que el desacuerdo entre estos dos grupos es, en cambio, el resultado de su desacuerdo sobre la naturaleza de la conciencia humana y que cada grupo está haciendo la interpretación correcta de sus diferentes premisas. Por lo tanto, estos dos grupos no cometen ningún error con respecto a deducir la interpretación correcta de cualquier postura ética porque no tienen la misma postura ética.

### Teorías de la justicia
El libertarismo forma parte de los debates intelectuales sobre la llamada teoría de la justicia, una rama de la filosofía moral que indaga sobre el significado del concepto de justicia y lo que es justo en la sociedad, y sobre qué deberes que nos debemos a cada unos a otras dentro de una sociedad. Para la filosofía libertaria guarda silencio no tenemos deberes intrínsecos aparte de los derechos negativos (de «no hacer») para con ninguna persona. El libertarismo, según el autor o corriente, puede entenderse como un principio básico o como uno derivativo. Verbigracia, se lo puede defender sobre una base utilitarista o sobre una contractualista; sin embargo, principalmente ha sido planteado como una doctrina de derechos naturales, y más recientemente como una doctrina sobre el uso del consenso y el diálogo (ética de la argumentación).
En el estudio sobre las teorías de la justicia, la primera exposición conocida de algo cercano al libertarismo es atribuible a John Locke (1632-1704), quien creía que en el estado de naturaleza todos los individuos eran libres e iguales. En el Segundo tratado sobre el gobierno civil, Locke afirmó que del derecho de propiedad sobre uno mismo (propiedad de uno mismo) deriva la libertad de mezclar el propio trabajo con los recursos naturales para constituir así la propiedad privada (apropiación original). La teoría de la justicia de los libertarios, similar a la de Locke, establece que todo individuo tiene derecho frente a los otros a gozar de los frutos de su propio esfuerzo (teoría de la propiedad-trabajo).
La defensa de la teoría libertaria de la justicia más influyente en el mundo académico del siglo XX se encuentra en la obra de Robert Nozick. Con la publicación del libro Anarquía, Estado y Utopía, Nozick, profesor de la Universidad de Harvard, se convirtió en el principal representante del libertarismo de ámbito académico o universitario. Nozick afirmó que «los individuos tienen derechos, y hay cosas que ninguna persona o grupo puede hacerles sin violar esos derechos». Nozick parte de John Locke para justificar un Estado mínimo, encargado solamente de la seguridad y de la justicia. Enseguida, lanza una crítica a la célebre obra Teoría de la justicia de John Rawls, importante representante del socioliberalismo filosófico y académico del siglo XX.
Resumiendo, a nivel de filosofía moral o ética existen libertarios que adhieren a una justificación del libertarismo por sus principios éticos los que lo justifican por sus consecuencias sociales consideradas beneficiosas, y otras justificaciones morales, además algunos libertarios pueden sostener perspectivas híbridas. Las preferencias en filosofía moral pueden tener incidencia en las opiniones sobre el sistema político preferido.

### Los impuestos como robo
La idea de los impuestos como robo es un punto de vista que se encuentra en varias filosofías políticas. Bajo este punto de vista, el Estado transgrede los derechos de propiedad al imponer la recaudación impositiva obligatoria. Los voluntaristas, los anarcocapitalistas, los objetivistas y la mayoría de los minarquistas y libertarios consideran que los impuestos, en mayor o menor nivel, son una clara violación del principio de no agresión.

### Política exterior
En materia de política exterior los libertarios —siguiendo la tradición del liberalismo manchesteriano— desde sus orígenes a mediados del siglo XX se han manifestado en contra de la intervención militar extranjera y el imperialismo. Las únicas guerras que la mayoría de libertarios apoyan son aquellas de autodefensa, algunos lo hacen siguiendo la filosofía política de la «guerra justa». Si bien conceptualmente no existen grandes diferencias de opinión sobre este tema, a veces los libertarios pueden no coincidir sobre a qué conflicto armado debe calificárselo como guerra defensiva o justa.
Uno de los fundamentos teóricos del no-intervencionismo o antiimperialismo libertario consiste en que el libertarismo identifica al intervencionismo militar como una forma de intervencionismo económico —el cual para los libertarios es ilegítimo— a mayor escala y de peores consecuencias.
Los libertarios apoyan el globalismo de los mercados —o globalización— como una expresión de sus ideales cosmopolitas y de paz internacional, apoyando la internacionalización de los mercados de mercancías y trabajo; sin embargo tienen opiniones matizadas sobre el rol de los organismos supranacionales según si los consideran agentes de limitación al poder de los Estados nacionales en favor de los ciudadanos o unos colaboradores de los Estados nacionales contra los ciudadanos.

### Ubicación en el espectro político
Si bien es común identificar a los libertarios con la derecha política debido a su filosofía propietarista y su liberalismo económico en contraste con el socialismo de la izquierda política, su punto de partida en la libertad individual y la asociación voluntaria —justificadas a través del pensamiento racional— vuelve a su filosofía política distinta —o incluso incompatible— del conservadurismo con el que muchas veces se asocia a la derecha política y cultural. Por otro lado, en cuestiones sociales, el libertarismo tiende a tomar posiciones distanciadas de la derecha política y que se asocian comúnmente con corrientes de izquierda, como el oponerse a cualquier legislación que restrinja las relaciones sexuales consentidas entre adultos (p. ej. el sexo homosexual, el sexo no marital, las prácticas sexuales no convencionales), a la legislación que criminalice el uso recreativo de drogas, a la legislación que imponga prácticas religiosas a los individuos, y al servicio militar obligatorio o reclutamiento forzoso.
Los libertarios tradicionalmente rechazan la asociación con la derecha o la izquierda. Leonard Read en 1956 escribió un artículo titulado Ni izquierda ni derecha: Los libertarios están sobre la degradación autoritaria. Harry Browne escribió: 

Nunca debemos definir las posiciones libertarias en términos acuñados por progresistas o conservadores, ni como una variante de sus posiciones. No somos fiscalmente conservadores ni socialmente progresistas. Somos libertarios, que creemos en la libertad individual y responsabilidad personal en todos los temas en todo momento.

En la década de 1960, Rothbard comenzó la publicación Left and Right, sosteniendo que el espectro político izquierda-derecha había «quedado totalmente distorsionado», y sostuvo que los conservadores en varios temas eran más estatistas que los progresistas, especialmente en asuntos de libertades personales y la guerra. En 1971, en el texto La derecha y la izquierda dentro del libertarismo, Rothbard definió a los libertarios como partidarios de una filosofía de derecha y de izquierda a la vez:

El énfasis en los derechos de propiedad privada, por supuesto, sitúa este credo libertario como enfáticamente "de derecha", al igual que el derecho al libre contrato, que implica una adhesión absoluta a la libertad de empresa y a la economía de libre mercado. Sin embargo, también significa que el libertario de derecha defiende a ultranza la "libertad civil" de expresión, prensa y reunión. Significa que necesariamente está a favor de la libertad total para el aborto, la pornografía, la prostitución y todas las demás formas de acción personal que no atenten contra la propiedad ajena. Y, sobre todo, considera la conscripción como esclavitud pura y simple. Por supuesto, todas estas últimas posiciones se consideran ahora "izquierdistas", por lo que el libertario de derecha se ve inevitablemente en la posición de ser una especie de "derechista de izquierda", alguien que está de acuerdo con los conservadores en algunas cuestiones y con los izquierdistas en otras.

Tibor R. Machan tituló un libro de sus columnas recopiladas Ni izquierda ni derecha. El artículo de Walter Block El libertarismo es único y no pertenece a la izquierda ni a la derecha critica a los libertarios que quieren describirse como de derecha o de izquierda. Block escribió que estos individuos de izquierda y de derecha estaban de acuerdo con ciertas premisas libertarias, pero «donde diferimos es en términos de las implicaciones lógicas de estos axiomas fundadores»; Block también sostiene que el libertarismo como teoría política rigurosa sólo puede ser de «centro» (entendido como neutral en preocupaciones ajenas a los derechos de propiedad) en su forma lógica más consistente.
Lew Rockwell, en su ensayo de 2006 Hombres de dos cerebros, analiza las contradicciones que percibe en el pensamiento de la izquierda y la derecha:

«[Para la Derecha] el gobierno se asume correctamente como un enemigo coercitivo que toma y absorbe su productividad. No puede desempeñar funciones tan eficientemente como los propietarios privados. [...] Nuestra elección es el gobierno o la libertad. [...] Pero cuando se trata de política exterior, el análisis se invierte totalmente. [...] Mientras que al gobierno se le considera cabezahueca y torpe en política interna, en política exterior al gobierno se le imbuyen rasgos virtuosos como el coraje. Los impuestos, en este caso, no son una carga sino el precio que pagamos por la civilización. El programa gubernamental más grande y violento de todos —concretamente, la guerra— no es una imposición con consecuencias no intencionadas sino un esfuerzo esencial y admirable para la protección. No quiero meterme con la Derecha exclusivamente. La Izquierda a menudo ofrece lo inverso a esta recomendación. Creen que el gobierno solo puede librar el Infierno cuando hace la guerra y gasta en maquinaria militar. Pero cuando se trata de política interna, creen que el mismo gobierno puede curar a los enfermos, consolar a los afligidos, enseñar a los no educados, y traer esperanza y felicidad a todos.

Resumiendo, la filosofía libertaria es una teoría del gobierno y la ley; no trata de otros aspectos de la vida social como pueden ser las preferencias de estilos de vida, por tanto si se entiende a la derecha y la izquierda exclusivamente desde coordenadas culturales, el libertarismo es siempre neutral. En cambio si se entiende a la derecha y la izquierda desde coordenadas políticas —conservadurismo y socialismo respectivamente— el pensamiento libertario es beligerante y se opone a ambos.

### Secularismo
El pensamiento libertario es una ideología secularista heredera de los movimientos de la Ilustración, basa sus principios políticos en nociones de ciencias sociales y no en credos o éticas religiosas; mientras apoya el laicismo —separación Iglesia-Estado— como expresión del gobierno limitado y deja el asunto de las creencias religiosas o irreligiosas en el ámbito privado —libertad de conciencia ante la ley. Sin embargo, en el debate filosófico el pensamiento libertario puede hacer crítica de las enseñanzas sociales de las religiones.

### Relación con la escuela austriaca

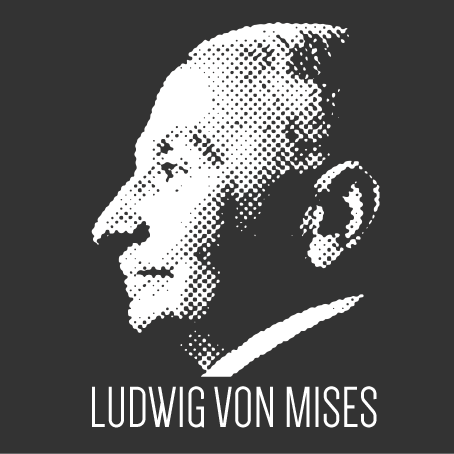
Ludwig von Mises.

Un número importante de intelectuales libertarios son estudiantes de la escuela austriaca de economía. La escuela austriaca es una escuela de pensamiento que estudia las ciencias sociales, en especial la economía, desde la filosofía de la acción humana. Es necesario aclarar que la escuela austriaca y el libertarismo pertenecen a campos distintos del pensamiento, la primera es una teoría económica de «economía positiva» o descriptiva que indaga la causalidad de los fenómenos económicos y que no realiza juicios de valor moral sobre ellos, mientras el segundo es una teoría de «ética normativa» que propone unas normas de convivencia política y unos objetivos sociales entre los que suelen encontrarse propuestas de «economía normativa», es decir objetivos valorados como beneficiosos a alcanzar por medio de la actividad económica.
Como las teorías normativas conciben ideas y planes concretos para lograr fines determinados sobre la base de principios éticos o morales, esto puede convertirse en una fuente de importantes discrepancias entre los distintos ideales y juicios de valor. Por ello para muchos libertarios el análisis económico, descriptivo, resulta útil para reducir discrepancias pues puede usarse para decidir si unas políticas son o no más económicamente eficientes que otras. En resumen, una parte importante de los libertarios utiliza las herramientas analíticas de la escuela austriaca para verificar si sus propuestas normativas son viables (ver: utilitarismo, pragmatismo, consecuencialismo). A este sistema de economía normativa sustentado en la economía positiva de la escuela austriaca se lo llama «austrolibertarismo». Según el historiador Ralph Raico, desde su fundación en 1870 por el economista y jurista Carl Menger, la escuela austriaca tuvo etapas de acercamiento y alejamiento con el liberalismo económico, dándose el acercamiento definitivo en la década de 1920 gracias a la obra intelectual del economista y filósofo de las ciencias sociales Ludwig von Mises, y gracias a la labor de sus discípulos luego pudo surgir el «austrolibertarismo» como economía normativa aproximadamente por la década de 1970.
Si bien el enfoque «austrolibertario» es probablemente el más popular entre los intelectuales libertarios contemporáneos, no todos están de acuerdo en usar el análisis económico austriaco y otros optan por usar el análisis de la ortodoxa economía neoclásica o el de la heterodoxa economía institucional, entre otras.

## Historia

### Historia del nombre
El término libertarismo viene de la palabra «libertario», que en este caso es la traducción al español del inglés libertarian significando 'partidario de la libertad', la misma que en el contexto del mundo angloparlante tiene al menos dos usos comunes antiguos, previos y con alguna afinidad filosófica referente a la libertad individual; uno filosófico-metafísico y otro filosófico-político. El primero y más antiguo como defensa al libre albedrío frente al determinismo filosófico y otro significando algún tipo de individualismo o liberalismo. El significado preciso dependerá de su contexto.
El término «libertario» se utilizó por primera vez por los librepensadores de finales de la Ilustración, refiriéndose a aquellos que creen en el libre albedrío, en oposición al necesitarismo, una filosofía ahora en desuso que postulaba una especie de determinismo. La palabra «libertario» (libertarian) se registra por primera vez en 1789 acuñada por el historiador británico William Belsham, en una discusión contra el libre albedrío desde el punto de vista determinista del autor. Este debate entre libertarismo en sentido filosófico-metafísico y determinismo continuaría hasta el temprano siglo XIX, especialmente en el campo de la teología protestante. El Diccionario Merriam-Webster, en inglés, da constancia de este antiguo uso del término libertarian o «libertario» al describir su significado como «un defensor de la doctrina del libre albedrío» y, recogiendo una definición amplia, también dice que es «una persona que sostiene los principios de libertad individual especialmente en pensamiento y acción».
Existe registro del uso de «libertario» (del inglés libertarian) como sinónimo de «individualista» en filosofía política. Esta definición amplia incluyó tanto a liberales clásicos como a anarcoindividualistas y otros radicales de la libertad individual, sin diferenciar su apoyo a un sistema económico en concreto ni su teoría del Estado, en el contexto de los Estados Unidos de inicios del siglo XX. En 1913 se publica el libro Liberty and the Great Libertarians, una recopilación de diferentes autores «libertarios» en el sentido descrito y realizada por Charles Sprading, donde queda constancia de este uso que fue un antecedente del uso de «libertario» como capitalista y liberal radical en las siguientes décadas —como lo manifiesta Robert LeFevre en 1975.
H. L. Mencken y Albert Jay Nock fueron las primeras figuras prominentes en los Estados Unidos en llamarse a sí mismos «libertarios» en privado. Creían que Franklin D. Roosevelt, en la década de 1930, había cooptado la palabra «liberal» por sus políticas de New Deal a las que se oponían y usaban «libertario» para expresar su lealtad al individualismo. Mencken escribió en 1923: «Tanto mi teoría literaria, como política, se basa principalmente en una idea, a saber, la idea de libertad. Soy, en la creencia, un libertario de la variedad más extrema». En 1938 el polímata William James Sidis recomendó la palabra «libertario» para referirse a la filosofía de la libertad individual y el gobierno limitado — aunque al mismo tiempo Sidis no era partidario del libre mercado.
El término «libertarismo» se utilizó públicamente por primera vez en los Estados Unidos como sinónimo de liberalismo de libre mercado en mayo de 1955 por el escritor Dean Russell, colega de Leonard Read y un liberal clásico, que justificó la elección de las palabras como sigue:

Muchos de nosotros nos llamamos «liberales». Y es cierto que la palabra «liberal» una vez describió a las personas que respetaban al individuo y temían el uso de las agresiones en masa. Pero los izquierdistas ahora han corrompido ese término que una vez se llevaba con orgullo para identificarse a sí mismos y a su programa de más propiedad del gobierno y más controles sobre las personas. Como resultado, aquellos de nosotros que creemos en la libertad debemos explicar que cuando nos llamamos liberales, nos referimos a los liberales en el sentido clásico no corrompido. En el mejor de los casos, esto es incómodo y está sujeto a malentendidos. Aquí hay una sugerencia: que aquellos de nosotros que amamos la libertad de marca y reservemos para nuestro propio uso la buena y honorable palabra «libertario».

Posteriormente, un número creciente de estadounidenses con creencias liberales clásicas en los Estados Unidos comenzaron a describirse como «libertarios». Una de las personas responsables de popularizar el término «libertario» fue Murray Rothbard, quien comenzó a publicar obras libertarias desde los años 1960 —por ejemplo el libro Por una nueva libertad. El manifiesto libertario de 1973. Rothbard describió este uso moderno de la palabra «libertario» como la «captura» en 1950 de una palabra que antes había sido usada por sectores de izquierda.
En paralelo a esta historia del uso de los nombres libertario y libertarismo como liberal de libre mercado y liberalismo de libre mercado respectivamente, que tiene su contexto en los Estados Unidos y Gran Bretaña (del inglés libertarian); debe considerarse que el término libertario entre finales del XIX e inicios del XX estuvo asociado principalmente al anarquismo anticapitalista de Francia y la Europa Latina (del francés libertaire), y también de las corrientes antiautoritarias y antiestatales del marxismo (marxistas libertarios) y de otros socialismos (socialistas libertarios). La corriente intelectual libertaria capitalista y la libertaria socialista no tienen relación doctrinal ni histórica directa entre sí, no tienen una relación taxonómica cercana, solo comparten un nombre similar.

### Movimiento intelectual y político

El símbolo sumerio ama-gi, que significa «libertad», es representativo de las distintas tendencias libertarias. Un caso notable es su uso como logo de Liberty Fund, organización educativa que estudia la historia del libertarismo.

A mediados del siglo XX, varios defensores del gobierno limitado y del capitalismo laissez-faire adoptaron el término «libertarios» (a secas) para diferenciarse de otras corrientes políticas de su tiempo, y englobar el conjunto de posiciones económicas y filosóficas que más tarde se expandieron en el resto del mundo bajo ese nombre. El libertarismo surgió en los Estados Unidos, —como un revival del liberalismo manchesteriano o liberalismo laissez faire originado en Gran Bretaña a mediados del siglo XIX— y aboga por las libertades civiles, el capitalismo de libre mercado y un gran desmantelamiento del Estado benefactor.
El libertarismo en los Estados Unidos se desarrolló como movimiento intelectual en la década de 1950, ya que muchos en la Old Right y personas de creencias liberales clásicas en los Estados Unidos comenzaron a describirse como libertarios.
En la década de 1950, la novelista ruso-estadounidense Ayn Rand desarrolló un sistema filosófico llamado objetivismo, expresado en sus novelas El Manantial y La rebelión de Atlas, así como otras obras que influyeron en muchos libertarios. Sin embargo, ella rechazó la etiqueta «libertaria» y denunció duramente el movimiento libertario como los «hippies de la derecha». El filósofo John Hospers, que fue miembro del círculo íntimo de Rand, propuso un principio de no iniciación de la fuerza para unir a ambos grupos; esta declaración se convirtió luego en un «compromiso» requerido para los candidatos del Partido Libertario y Hospers se convirtió en su primer candidato presidencial en 1972.
El economista de la escuela austriaca Murray Rothbard fue influenciado por el trabajo de los anarquistas individualistas estadounidenses del siglo XIX sobre la privatización y liberalización de la justicia y la policía, influenciados a su vez por el liberalismo clásico. Sin embargo, Rothbard pensó que estos antiguos anarquistas tenían una comprensión errónea de la economía porque usaron la teoría del valor-trabajo influenciados por los antiguos economistas clásicos anteriores al siglo XIX mientras que la «revolución marginalista» del siglo XIX en la ciencia económica ya había dejado obsoleta esa antigua teoría del valor y aceptado la nueva teoría del valor subjetivo de la escuela austriaca de economía. Solo una minoría de los primeros libertarios conocían esta antigua forma de anarquismo, mientras que la mayoría de ellos estaba más familiarizado con la filosofía individualista popular arraigada en la cultura estadounidense.
Entre los años 60 y 70 del siglo XX, el movimiento libertario emerge con más fuerza como una facción contracultural y antisistema dentro de la derecha política, basada en valores antiautoritarios y antiestatistas compartidos con la primera etapa de la Nueva Izquierda antiimperialista y con los anticomunistas y aislacionistas antibélicos de la Old Right, de los que tomaron valores políticos, aunque caracterizándose particularmente en su espíritu individualista pro libre mercado.
La guerra de Vietnam dividió la difícil alianza entre un número creciente de autoidentificados libertarios, libertarios anarquistas y conservadores más tradicionales que creían en limitar la libertad para defender las virtudes morales. Los libertarios que se oponían a la guerra se unieron a los movimientos de insumisión y paz, así como a organizaciones como Estudiantes por una Sociedad Democrática. Comenzaron a fundar sus propias publicaciones, como la revista Reason y The Libertarian Forum de Murray Rothbard; y organizaciones como Radical Libertarian Alliance y Society for Individual Liberty.
El senador Barry Goldwater de Arizona presentó un desafío a la política republicana establecida en 1964 que tuvo un gran impacto en el movimiento libertario a través de su libro The Conscience of a Conservative y su candidatura a la presidencia en 1964.  El escritor de discursos de Goldwater, Karl Hess, se convirtió en un destacado libertario y activista.
La división se agravó en la convención de Young Americans for Freedom de 1969, cuando más de trescientos libertarios se organizaron para tomar el control de la organización controlada por los conservadores. La quema de una cartelas en protesta por una propuesta conservadora contra la insumisión provocó enfrentamientos físicos entre los asistentes a la convención, una retirada de un gran número de libertarios, la creación de organizaciones libertarias como la Society for Individual Liberty y los esfuerzos para reclutar a libertarios potenciales de organizaciones conservadoras La división se finalizó en 1971 cuando, en un artículo del New York Times, el líder conservador William F. Buckley, Jr. intentó dividir el libertarismo del movimiento por la libertad. Escribió: «El libertinaje ideológico que recorre América hoy en día hace que la anarquía sea atractiva para los de mente simple. Incluso para los de mente ingeniosa».

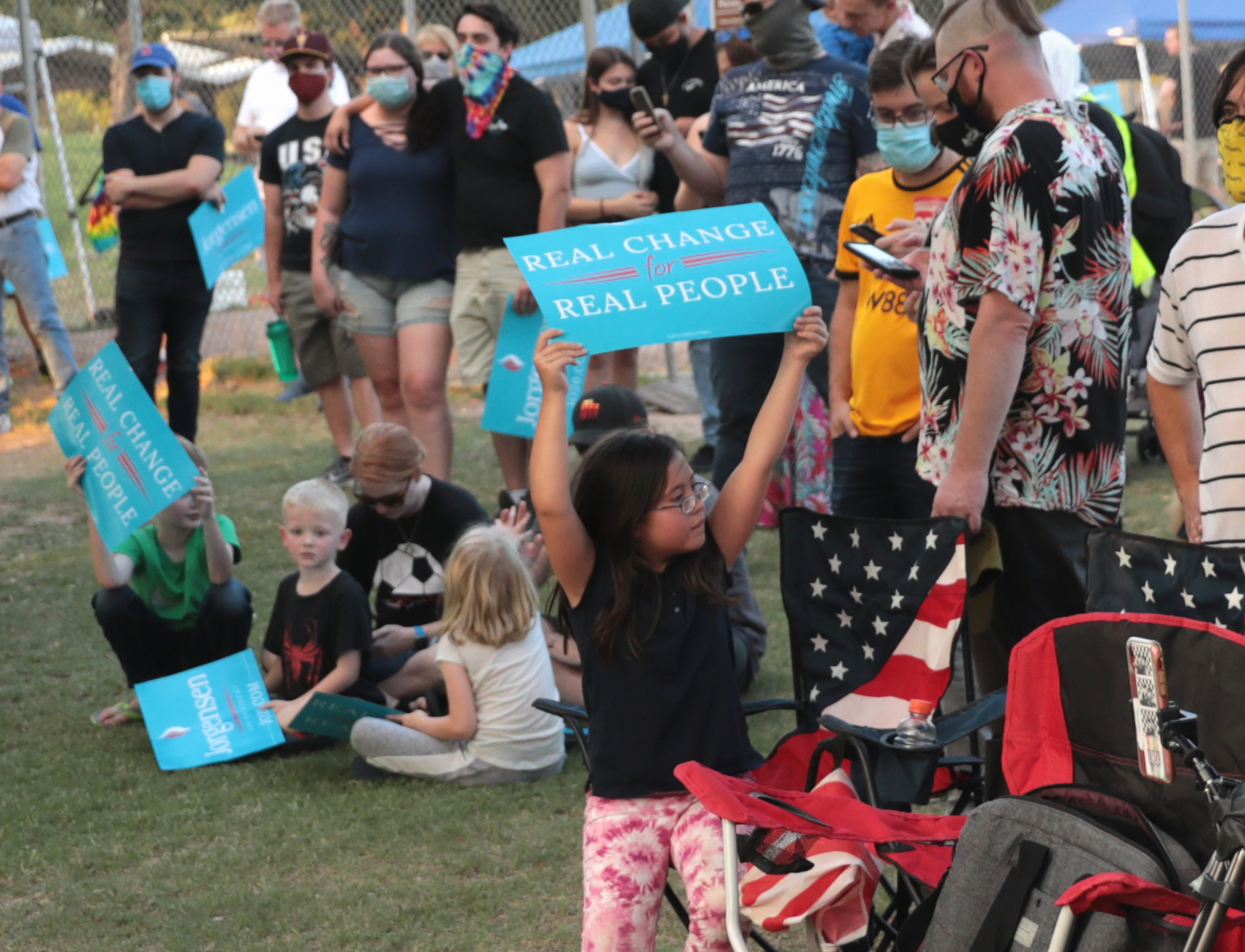
Simpatizantes del Partido Libertario de EE. UU., 2020.

En 1971, un pequeño grupo de estadounidenses liderado por David Nolan formó el Partido Libertario. El partido ha dirigido un candidato presidencial cada año electoral desde 1972 y se convirtió en el mayor tercer partido de Estados Unidos, con más de 400.000 afiliados para la segunda década del siglo XXI. Las organizaciones educativas como el Centro de Estudios Libertarios de Burton Blumert y el Instituto Cato se formaron en la década de 1970, y otras se han creado desde entonces. Después de una hostil división entre el Instituto Cato y Rothbard, quien había sido uno de sus fundadores, Lew Rockwell, Burton Blumert y Murray Rothbard fundaron el Instituto Mises en 1982.
El libertarismo moderno obtuvo un reconocimiento significativo en el mundo académico con la publicación de Anarquía, Estado y utopía, del profesor Robert Nozick de la Universidad de Harvard, en 1974, en respuesta a Teoría de la justicia de John Rawls. El libro proponía un Estado mínimo debido a que sostenía que el Estado era un fenómeno inevitable que podría surgir sin violar los derechos individuales. Anarquía, Estado y la utopía ganó el Premio Nacional del Libro en 1975.
Las historiadoras británicas Emily Robinson, Camilla Schofield, Florence Sutcliffe-Braithwaite y Natalie Thomlinson han argumentado que en la década de 1970 los británicos estaban muy interesados en definir y reclamar sus derechos, identidades y perspectivas individuales, y han llamado a esta tendencia social como «individualismo popular». La población exigía mayor autonomía personal y autodeterminación y menos control externo, y se quejaba airadamente de que el establishment los estaba reteniendo. Estas historiadoras argumentan que este cambio en las preocupaciones ayudó a causar el thatcherismo y se incorporó al atractivo del thatcherismo en el Reino Unido.
Desde el surgimiento del fenómeno político llamado por algunos autores neoliberalismo en la década de 1970, la filosofía libertaria en defensa del capitalismo de libre mercado se ha extendido más allá de América del Norte y Europa a través de think tanks por la economía de mercado y de partidos políticos libertarios y afines.

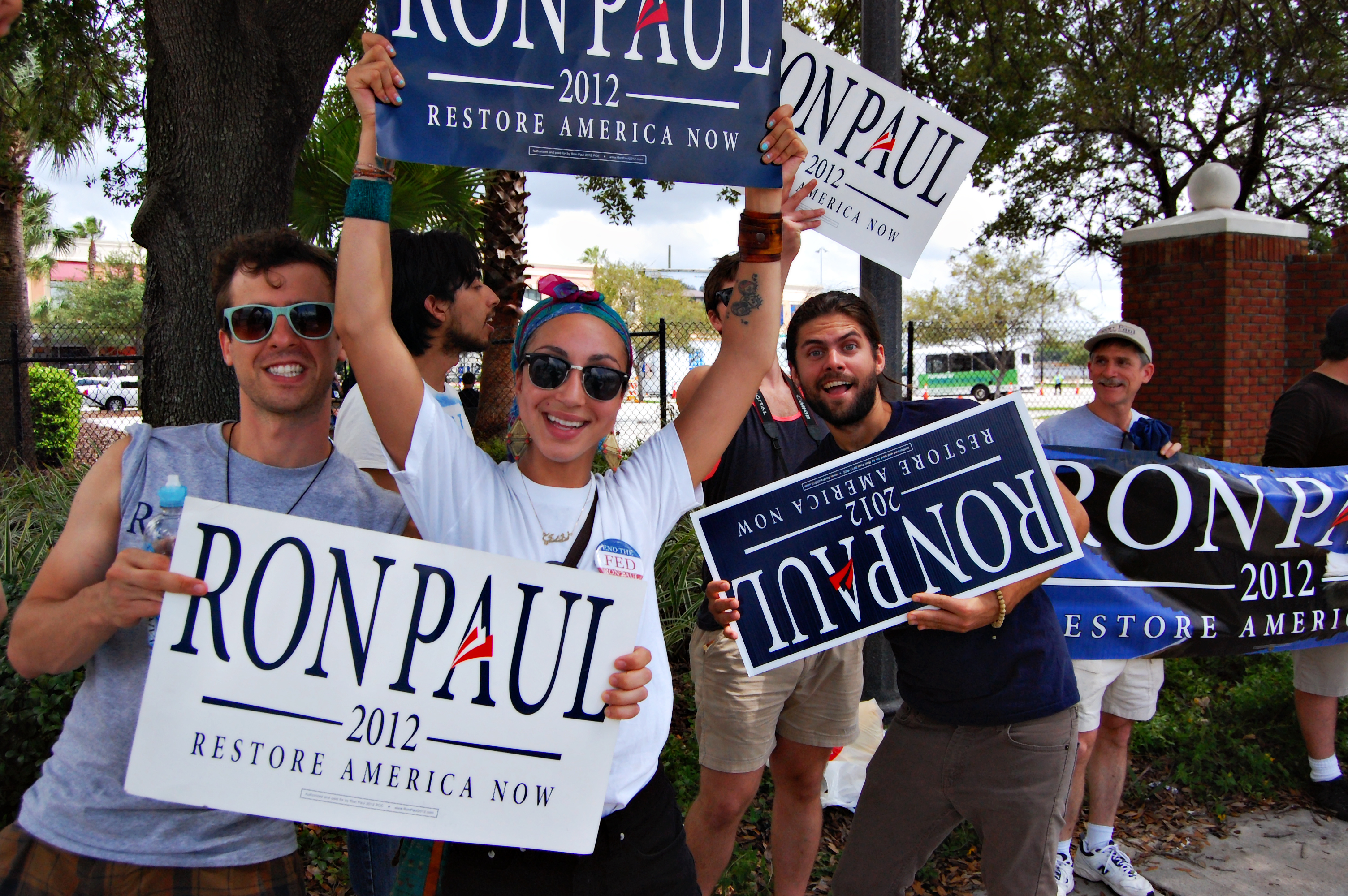
Simpatizantes de Ron Paul, 2012.

La campaña política y mediática más popular en la historia del movimiento libertario ha sido la campaña presidencial de 2012 del mismo Ron Paul, denominada Revolución Ron Paul [Ron Paul rEVOLution] que tuvo el apoyo de miles de jóvenes dentro y fuera de Estados Unidos, en el marco de las primarias presidenciales del Partido Republicano de 2012. Luego de esta campaña Paul se retiró de la política activa y se concentró en el activismo antiguerra contra la facción neoconservadora dentro del Partido Republicano (partidaria del intervencionismo militar) y a las facciones belicistas dentro de los gobiernos y congresos estadounidenses de turno.
Fuera de los Estados Unidos y Gran Bretaña el movimiento social con más presencia de elementos libertarios se registró en Brasil. Entre 2014 a 2018 surgió en ese país el Movimiento Brasil Libre, junto a otras organizaciones afines, en las que participaron libertarios reclamando por menos impuestos y regulaciones, y por una renovación de los partidos y el sistema político brasileño. El movimiento extenso tenía una estructura informal, estuvo compuesto por varias organizaciones sociales y era notorio su uso de varios símbolos libertarios.
En 2023 en las elecciones a presidente de Argentina, Javier Milei se convirtió en el primer presidente autodeclarado libertario de la historia.

## Principales corrientes de pensamiento

### Anarcocapitalismo

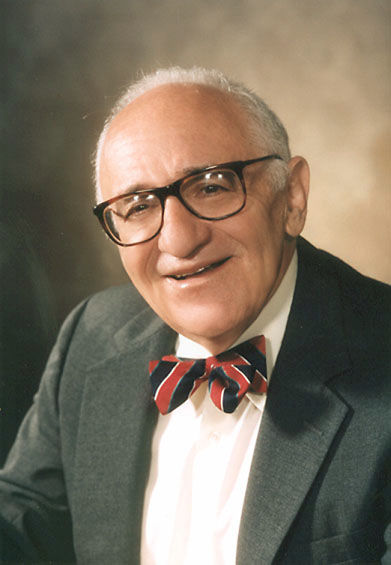
Murray Rothbard (1926-1995).

El anarcocapitalismo (también conocido como anarquismo de libre mercado, anarquismo de mercado y anarquismo de propiedad privada) es un anarquismo filosófico que aboga por la eliminación del Estado a favor de la soberanía individual en un capitalismo de libre mercado. En una sociedad anarcocapitalista, la aplicación de la ley, los tribunales y todos los demás servicios de seguridad serían proporcionados por competidores con fondos privados en lugar de impuestos y el dinero se proporcionaría de manera privada y competitiva en un mercado abierto. Por lo tanto, las actividades personales y económicas bajo el anarcocapitalismo serían reguladas por una ley privada en lugar de a través de la política.
La versión más conocida del anarcocapitalismo fue formulada a mediados del siglo XX por el economista de la escuela austriaca y filósofo libertario Murray Rothbard. Rothbard acuñó el término y es ampliamente considerado como su fundador. En el anarcocapitalismo de Rothbard, primero se implementaría un «código legal libertario mutuamente acordado que se aceptaría de manera general y que los tribunales se comprometerían a seguir». El código legal rothbardiano postula la autonomía del individuo y el principio de no agresión desde una interpretación moderna y racionalista de la idea de ley natural —intentando rescatarla del descrédito que tiene en el movimiento del liberalismo de libre mercado desde el siglo XIX.

### Liberalismo clásico
El liberalismo clásico es un concepto amplio usado para englobar las ideas políticas que suceden durante los siglos XVII y XVIII, contrarias al poder absoluto o intervención del monarca o el Estado en asuntos civiles, y opuestas a los privilegios legales que detentaban los aristócratas, el clero oficial y los gremios, con el objetivo de que el individuo pueda desarrollar sus capacidades individuales y su libertad en el ámbito político, religioso y económico. Es una corriente originaria del liberalismo que aboga por las libertades civiles bajo el imperio de la ley y por una economía de mercado. Las ideas, clasificadas como liberalismo clásico, de John Locke y de Montesquieu influyeron significativamente tanto en la Revolución Gloriosa como en la guerra de Independencia de los Estados Unidos y en el inicio de la Revolución francesa.
En el siglo XIX el liberalismo clásico pone el énfasis principal en garantizar la libertad del individuo al limitar el poder del Estado y maximizar el poder de las fuerzas del mercado capitalista, como una respuesta a la Revolución industrial y la urbanización en el siglo XIX en Europa y los Estados Unidos. Aboga por las libertades civiles con un gobierno limitado bajo el imperio de la ley y la creencia en la política económica del laissez-faire. El liberalismo clásico del siglo XIX se basa en ideas que ya habían surgido en el siglo XVIII, como ideas seleccionadas de Adam Smith, John Locke, Jean-Baptiste Say, Thomas Malthus y David Ricardo, subrayando su creencia en el libre mercado y el derecho natural, el utilitarismo y el progreso. Los liberales clásicos eran más desconfiados que los conservadores del rol del gobierno a menos que fuese mínimo y algunos adoptar la teoría de gobierno de Thomas Hobbes, creían que el Estado había sido creado por los individuos para protegerse unos de otros. Un referente de esta generación del liberalismo clásico es el sociólogo y pensador inglés Herbert Spencer, quien se aproximó a un anarquismo filosófico.

### Minarquismo
Un Estado vigilante nocturno, o minarquía, es un modelo de un Estado cuyas únicas funciones son proporcionar a sus ciudadanos el ejército, la policía y los tribunales, protegiéndolos de la agresión, robo, incumplimiento de contrato y fraude y haciendo cumplir las leyes de propiedad. El historiador Charles Townshend describió a la Gran Bretaña del siglo XIX como el abanderado de esta forma de gobierno entre los países europeos.
Robert Nozick recibió el Premio Nacional de Libros en la categoría Filosofía y Religión por su libro Anarquía, Estado y utopía, que se inspiró parcialmente por conversaciones filosóficas que tuvo con Murray Rothbard. Allí, Nozick sostiene que solo un Estado mínimo limitado a las funciones limitadas de protección contra «fuerza, fraude, robo y administración de tribunales de justicia» podría justificarse sin violar los derechos de las personas. Nozick es uno de los principales referente de esta forma de concebir el libertarismo.

### Neoliberalismo

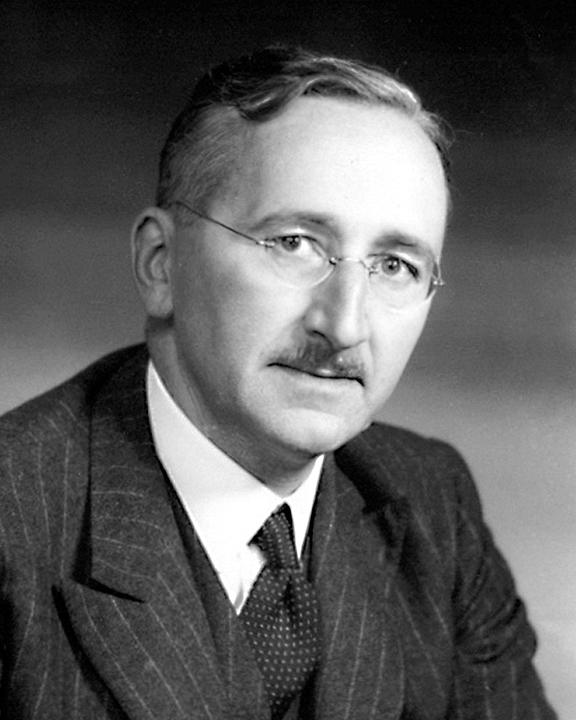
Friedrich Hayek.

El «neoliberalismo» es el nombre que algunos comentaristas políticos[¿quién?] — ajenos al libertarismo — han dado a una «tendencia» en las políticas públicas — no a una escuela de pensamiento — que surgió en la era posterior a la Segunda Guerra Mundial, durante la cual el socioliberalismo y el keynesianismo fueron las ideologías dominantes en el mundo occidental, y que empezó a ser tomada en cuenta en la década de los 70 del siglo XX. Esta tendencia de políticas públicas habría sido liderada intelectualmente por economistas como Friedrich Hayek y Milton Friedman, quienes abogaron por la reducción del Estado y el retorno al liberalismo clásico (o liberalismo neoclásico). Sin embargo, esta tendencia de políticas públicas aceptó algunos aspectos del liberalismo social (también llamado «neoliberalismo» en sus orígenes), como un cierto grado de provisión de subsidios por parte del Estado, pero en una escala reducida. Hayek y Friedman nunca utilizaron el término «neoliberalismo» para referirse a sus ideas sino que utilizaron el término «liberalismo clásico» para identificarse, pero algunos comentaristas políticos usaban liberalismo clásico para referirse a todo liberalismo de antes del siglo XX, no para designar ningún conjunto particular de puntos de vista políticos y, por lo tanto, consideraron que todos los desarrollos modernos son, por definición, no clásicos. Como resultado, el término neoliberalismo se ha usado en ocasiones como una alternativa para designar a algún liberalismo del siglo XX; aunque como este término ha desarrollado connotaciones negativas debido a los discursos anticapitalistas que lo usan como término peyorativo, los autores y comentaristas que se identifican con el liberalismo clásico prefieren evitarlo.
Hayek y Friedman, pese a ser agrupados en ocasiones dentro de una misma tendencia de políticas públicas y formar parte de la misma comunidad de intelectuales con sede en Suiza, la Sociedad Mont Pelerin (fundada por Hayek), pertenecían a diferentes escuelas de pensamiento económico, la escuela austriaca y la escuela de Chicago respectivamente; también conocieron el término «libertario» y lo usaron en ocasiones para autodefinirse. El economista y pensador libertario Walter Block sostiene que Milton Friedman no puede ser catalogado completamente como libertario, sino solo parcialmente, por abogar por formas de intervención estatal en áreas inadmisibles para los libertarios estándar, como por ejemplo en la emisión monetaria.
En los ambientes libertarios usualmente se rechaza el término «neoliberal» pues es identificado como un lema antimercado de la izquierda pero también en ocasiones señalan como «neoliberales» a un grupo de economistas y teóricos a los que se oponen — los cuales son especialmente notorios por su trabajo con organismos financieros supraestatales como el Fondo Monetario Internacional— que desde el punto de vista libertario abogan por una economía mixta pues adoptan la economía de mercado para algunas áreas pero rechazan el mercado libre especialmente en el sistema financiero. Los pensadores libertarios también suelen recordar al público que el origen del término «neoliberalismo» fue el nombre dado por Alexander Rüstow a su propuesta de 1938 que buscaba mezclar nociones de la socialdemocracia con el liberalismo y que justificaba el aumento de los roles del Estado en la sociedad, aunque en ese momento no logró consolidarse como escuela de pensamiento sentó las bases del ordoliberalismo alemán. Los libertarios sostienen que el escepticismo hacia el liberalismo económico de esos antiguos «neoliberales» es compartido por aquellos economistas que actualmente aceptan el mercado en unos ámbitos y en otros adoptan el intervencionismo —especialmente en la economía financiera— y que en ocasiones los libertarios denominan como «neoliberales» y a los cuales se oponen.

### Objetivismo

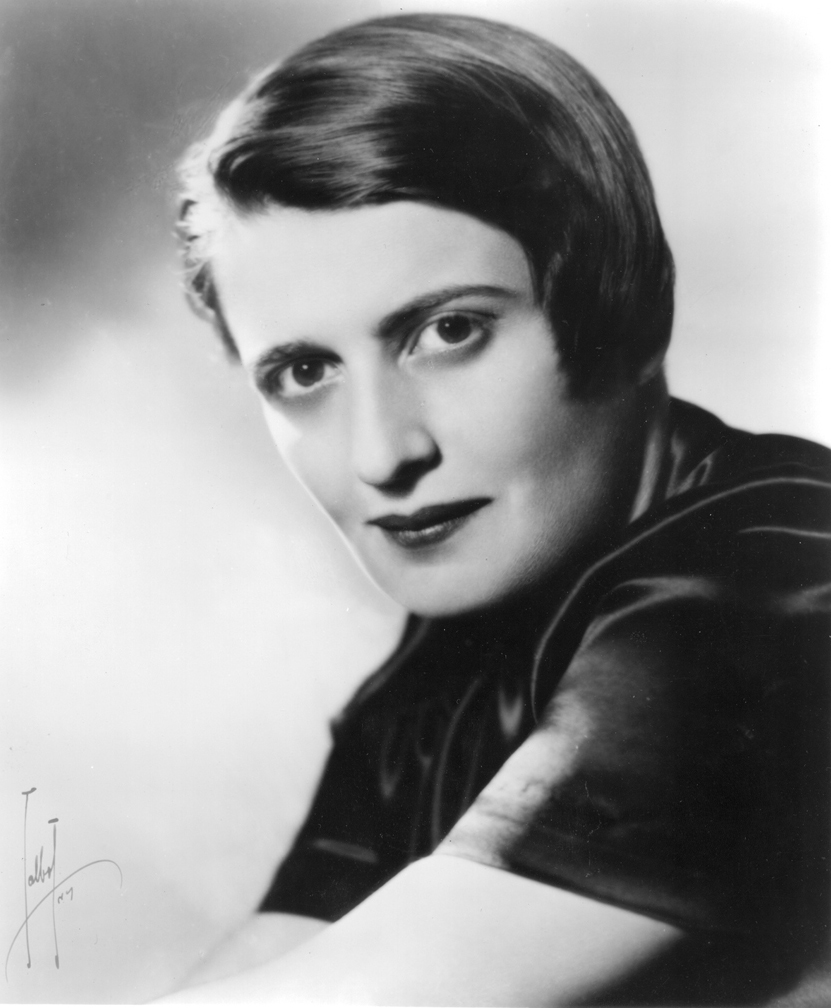
Ayn Rand.

La relación entre la filosofía de Ayn Rand, el objetivismo, y el ideal libertario es compleja. Por un lado, varios libertarios han llegado al libertarismo tras sentirse inspirados por las novelas de Ayn Rand. Ayn Rand sirvió de inspiración a muchos jóvenes durante los años 1950 y 1960. Gracias al impacto emocional de la exposición a favor del racionalismo y del individualismo presentada por las novelas de Ayn Rand, estos jóvenes encontraron una defensa ética del capitalismo y del individualismo llamada egoísmo racional, y le agradecieron a la filosofía objetivista por mantenerlos alejados de los movimientos juveniles de aquella época como los beatniks, existencialistas, hippies, New Left, considerados «irracionalistas» y «colectivistas» por los objetivistas. Por esta influencia Jerome Tuccille tituló «Normalmente comienza con Ayn Rand» (It Usually Begins With Ayn Rand, 1972) su historia sobre el movimiento antiestatista pro-capitalista que surgió como movimiento libertario durante los 1960 e inicios de los 1970. Sin embargo no todos estos libertarios influenciados por las novelas de Rand se convirtieron en seguidores de la filosofía objetivista, y mientras otros objetivistas no se consideran libertarios siguiendo a la misma Rand quien rechazaba a la filosofía y movimiento libertario de la época.
Algunos libertarios utilizan el símbolo del dólar (al que a veces añaden el símbolo del yin y yang, el Libertatis Æquilibritas), símbolo que también fue usado con anterioridad por los héroes de la novela de Ayn Rand La rebelión de Atlas.

### Voluntarismo
El voluntarismo, en teoría política, es la idea de que todas las formas de gobierno deben ser tan voluntarias como sea posible. Los voluntaristas argumentan que al ser la asociación y el acuerdo voluntario la única forma legítima de organizar una sociedad, entonces debe existir un libre mercado de sistemas legales, políticos y económicos, y debe aceptarse toda forma voluntaria de gobierno. El voluntarismo entendido como gobierno voluntario apareció originalmente en el ambiente promercado spenceriano del Reino Unido en la década de 1880, y tuvo una breve etapa de influencia en este ámbito. Una teoría similar apareció dentro del ambiente del más reciente movimiento libertario, fue formulada en Estados Unidos en la década de 1980 y estos voluntaristas contemporáneos suelen agregar el rechazo a la política electoral como elemento constitutivo de su filosofía política.

## Debates entre libertarios
Existen varios desacuerdos significativos entre los proponentes del libertarismo, entendido como movimiento político, que pueden agruparse principalmente en materia de sistema político y estrategia política. Otros desacuerdos, como la opción en filosofía moral o en teoría económica, están más relacionados al libertarismo como teoría política y fueron tratados al inicio de este artículo.

### Sistema político
Si bien sus partidarios generalmente coinciden en definir los principios libertarios como una defensa de la propiedad de uno mismo y la legitimidad de la propiedad privada adquirida bajo el principio de no-agresión, y tienen una opinión altamente favorable al capitalismo de libre mercado como forma de producción económica, existen discrepancias ideológicas respecto al sistema político que garantice estos objetivos. Mientras la mayoría de libertarios sostienen que el Estado debe reservarse algunos servicios exclusivos como justicia y seguridad, e inclusive algún otro servicio adicional considerado estratégico para garantizar los objetivos libertarios (ideal que llaman «gobierno limitado»), una minoría de libertarios sostienen que debe eliminarse todo monopolio legal y las funciones socialmente beneficiosas del Estado deben trasladarse completamente a los mercados y a la sociedad civil (ideal que llaman «anarquía»).
Otra discrepancia entre los libertarios es si el sistema jurídico libertario debe empezar por la desregulación de la ley sobre un mismo territorio, un proceso que debe llevar a la ley hasta su mínima expresión, o si por el contrario debe empezar por la descentralización de la ley, con diferentes niveles y materias de regulación en distintos territorios, proceso de diferenciación que puede llevar hasta la secesión.

### Estrategia política
Respecto a la estrategia política los libertarios pueden no coincidir sobre si es preferible intervenir directamente en la política electoral o si en cambio enfocar sus esfuerzos en procesos de educación política que cambien el clima ideológico general en favor del libertarismo. Entre los que prefieren una estrategia de educación política existen quienes prefieren dirigirse a las élites con conexiones políticas, mientras otros apuntan a líderes intelectuales o directamente al pueblo llano.
Entre los que deciden intervenir en política la discrepancia puede surgir sobre si participar con un partido libertario, con exclusividad ideológica, o sobre si participar en un partido de coalición electoral. Los libertarios generalmente están a favor de las reformas políticas rápidas y radicales en busca de objetivos libertarios, considerando conveniente usar cauces legales y democráticos. La mayoría de libertarios evita promover abiertamente las revoluciones violentas, por considerarlas moralmente ambiguas o estratégicamente contraproducentes, y es más probable que apoyen la resistencia no violenta, la desobediencia fiscal y otras formas de desobediencia civil.

### Temas focalizados
Otros controversias internas se refieren a temas más específicos, respecto a los contenidos que debe o no debe tener una ley, como por ejemplo en debates sobre reformas legales referentes a la pena capital, el aborto, la inmigración, la discriminación sobre la base de la raza o el sexo, la propiedad intelectual, el nivel o el método de asistencia social en caso de existir y la cantidad o la modalidad preferible de impuestos.
La intersección entre libertarismo y la política verde se refiere a que el libre mercado proporciona resultados ambientalmente beneficiosos (o benignos). Garvan Walshe sugiere que la condición lockeana debería tener en cuenta las preocupaciones ambientales.

## Críticas
El libertarismo ha sido criticado por sectores de la izquierda política por ser «proempresa» y «antiobrero» desde este punto de vista, por su deseo de derogar los subsidios del Estado a las personas pobres y por, desde su punto de vista ideológico, ser incapaz de abordar los problemas ambientales, y por lo tanto contribuyendo al fracaso en frenar el cambio climático global. Noam Chomsky ha acusado repetidamente de que las ideologías libertarias son «fascismo corporativo» por la forma en que eliminan todos los controles públicos de la economía, dejándola según Chomsky únicamente en manos de empresas privadas. Chomsky también ha argumentado que las formas más radicales de libertarismo, como el anarcocapitalismo, son totalmente teóricas y nunca podrían funcionar en la realidad debido a la dependencia de las empresas en la infraestructura y los subsidios del Estado. El comentarista socialdemócrata Matt Bruenig ha criticado el principio de no agresión puesto que definiría la agresión en términos libertarios, y esto sería un razonamiento circular para la ofuscación retórica de la naturaleza coercitiva de la aplicación de la ley de propiedad libertaria.
Desde la derecha política, el filósofo conservador tradicionalista Russell Kirk criticó el libertarismo, citando la expresión de T. S. Eliot «sectarios ruidosos» para describirlos. Kirk había cuestionado la estrategia del fusionismo entre libertarios y conservadores tradicionales que definió gran parte del conservadurismo de posguerra en los Estados Unidos. También declaraba que aunque los conservadores y los libertarios comparten el rechazo al Estado totalitario, no tienen nada más en común. Llamó al movimiento libertario «una camarilla ideológica que se divide para siempre en sectas aún más pequeñas y extrañas, pero que rara vez se conjugan». Creyendo que existe una línea de división entre los creyentes en «algún tipo de orden moral trascendente» y «los utilitaristas que no admiten sanciones trascendentes para la conducta»; incluyó a los libertarios en la última categoría. Frank Meyer, teórico del «fusionismo», identificó a Kirk como un estatista e irracionalista filosófico.
John Rawls, desde el socioliberalismo, en Justicia como equidad, argumentó que el contrato social implícito justifica las acciones gubernamentales que violan los derechos de algunos individuos. Esta concepción de los derechos está relacionada al colectivismo filosófico y opuesto al individualismo, y forma parte del debate académico entre Rawls y Robert Nozick, este último argumentó en contra de Rawls que las violaciones del gobierno a los derechos individuales son formas de esclavitud, tomando un argumento de Murray Rothbard. El enfoque de Rawls identificó a su propia teoría y al libertarismo siendo ambos parte del liberalismo entendido en un sentido amplio, mientras el pensamiento libertario pondría énfasis principalmente en la defensa del libre mercado y de la propiedad privada, el pensamiento rawlsiano (llamado por algunos de sus seguidores «liberalismo igualitario») sería en contraste un liberalismo que avala la posibilidad de redistribuciones de bienes y recursos y de interferencias en las transacciones privadas, si ello es necesario para promover su interpretación de la igualdad de oportunidades entre los individuos. El punto de vista sobre la existencia de un contrato social implícito de los gobiernos con los ciudadanos como crítica al libertarismo ha sido contestado por varios filósofos libertarios.

## Organizaciones educativas libertarias

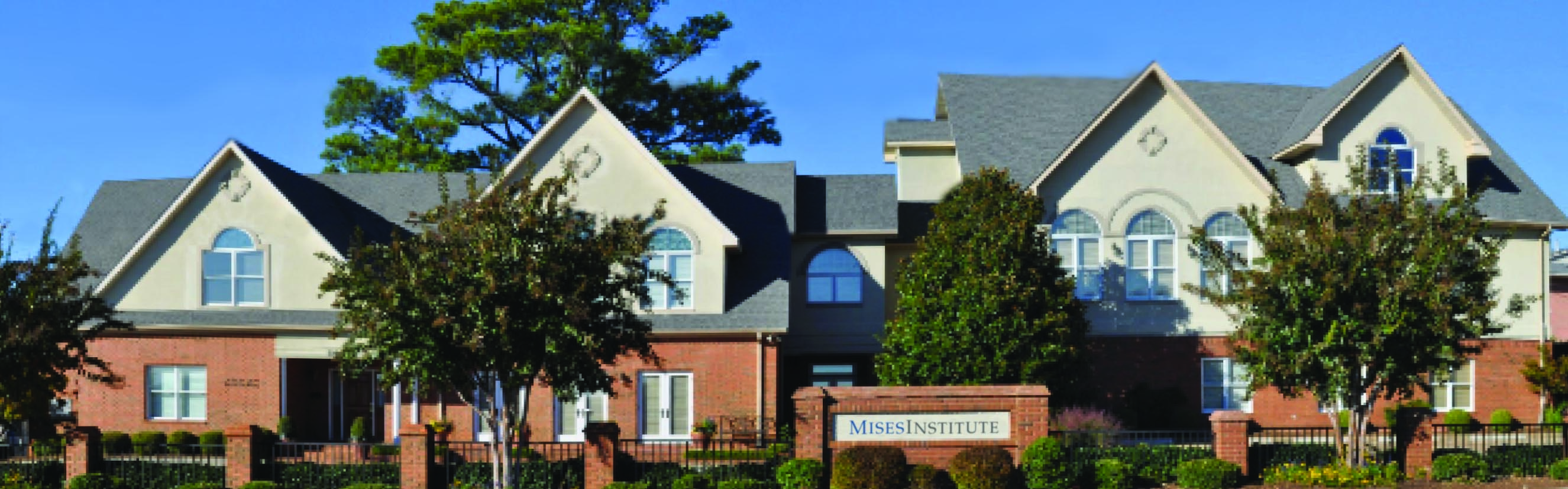
Campus del Instituto Mises, en Auburn, Alabama.

Las más importantes organizaciones educativas libertarias:
Estados Unidos
- Instituto Mises, publica en inglés y en español
- Instituto Cato, publica en inglés y en español
- Instituto Independiente, publica en inglés y en español
- Fundación para la Educación Económica, publica en inglés y en español
- Liberty Fund, publica en inglés
- Universidad George Mason, publicaciones en inglés

España e Iberoamérica
- Instituto Juan de Mariana, publica en español
- Universidad Francisco Marroquín, publicaciones en español
- Instituto Ludwig von Mises Brasil, publica en portugués

## Símbolos libertarios
Algunos símbolos libertarios:

Bandera de Gadsden
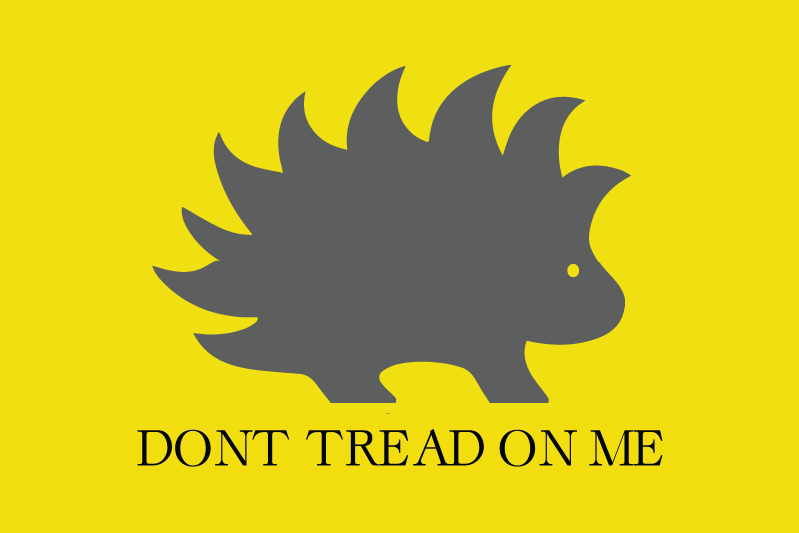
Puercoespín o erizo
Ama-gi
V de voluntario
Antorcha de la libertad
Color amarillo o dorado